# Helga Reusch
Helga Reusch (* 10. Februar 1916 in Berlin; † 21. Juni 1978 ebenda) war eine deutsche Klassische Archäologin.
Nach dem Abitur in Berlin 1935 studierte Helga Reusch zunächst Zeichnen an einer Kunstschule. Seit dem Sommer 1939 studierte sie Klassische Archäologie, Kunstgeschichte und Alte Geschichte in Berlin und Marburg. Sie wurde im Frühjahr 1945 als eine der letzten Schülerinnen von Gerhart Rodenwaldt in Berlin mit einer Arbeit zum Thema Die kretisch-mykenische Textilornamentik promoviert. Danach war sie 1945 bis 1946 zunächst als Referentin im Amt für Volksbildung in Berlin-Mitte tätig. 
1947 erhielt sie einen Forschungsauftrag an der Humboldt-Universität. Unter Fortsetzung früherer Forschungen und unter Verwendung der Pausen ihres akademischen Lehrers forschte sie zur kretisch-mykenischen Wandmalerei. 1950–1951 musste sie krankheitsbedingt pausieren, bevor sie als wissenschaftliche Assistentin am Winckelmann-Institut der Humboldt-Universität tätig wurde. Zum 1. Dezember 1954 wurde sie wissenschaftliche Assistentin am Institut für griechisch-römische Altertumskunde der Deutschen Akademie der Wissenschaften, 1957 wurde sie dort Oberassistentin, 1964 Arbeitsgruppenleiterin. Sie leitete dort die Redaktion der Sektion für Altertumswissenschaft. 1964 wurde sie bei Gottfried von Lücken an der Universität Rostock habilitiert. Sie nahm an den deutsch-bulgarischen Grabungen im Kastell Iatrus teil, deren Leitung sie von 1968 bis 1971 innehatte. Danach schied sie aus Krankheitsgründen aus der wissenschaftlichen Tätigkeit aus.

## Schriften
- Frauenfries von Theben, in: Archäologischer Anzeiger 1948/49 (1950), Sp 240–253
- Vorschlag zur Ordnung der Fragmente von Frauenfriesen aus Mykenai, in: Archäologischen Anzeiger 1953, Sp. 26–56
- Die zeichnerische Rekonstruktion des Frauenfrieses im böotischen Theben, Abhandlungen der Deutschen Akademie der Wissenschaften zu Berlin, Klasse für Sprachen, Literatur und Kunst, Jg. 1955, Nr. 1, Akademie-Verlag, Berlin 1956
- Zum Wandschmuck des Thronsaales in Knossos, in: Ernst Grumach (Hrsg.): Minoica. Festschrift zum 80. Geburtstag von Johannes Sundwall, Berlín 1958, S. 334–358
- Zum Problem des Thronraumes in Knossos, in: Vladimir Georgiev, Johannes Irmscher (Hrsg.): Minoica und Homer. Eine Aufsatzsammlung, Berlin 1961, S. 31–39